# 9 Pułk Ułanów (powstanie listopadowe)
9 Pułk Ułanów – pułk jazdy polskiej okresu zaborów.
Od grudnia 1830 do 30 lipca 1831 pod nazwą 2 pułku Jazdy Sandomierskiej. Do tej  jednostki został wchłonięty 2 pułk Jazdy Lubelskiego Wolnego Orła Białego, powstały z inicjatywy płk. Kazimierza Oborskiego.

## Żołnierze pułku
Dowódcy pułku:
- płk Piotr Łagowski (od 18 stycznia 1831),
- ppłk Spiridjon Rohoziński (od 11 lipca 1831),
- ppłk Mikołaj Mrozowski (od 7 sierpnia 1831).

## Walki pułku
Pułk brał udział w walkach w czasie powstania listopadowego.
Bitwy i potyczki:
- Łagów (13 lutego 1831),
- Puławy (26 lutego 1831),
- Kurów (3 marca 1831),
- Solec (14 kwietnia 1831),
- Babin (16 kwietnia 1831),
- Wronów (17 kwietnia 1831),
- Kazimierz (18 kwietnia 1831),
- Gołąb (27 maja 1831),
- Sobieszyn (17 czerwca 1831),
- Brzoza (13 lipca 1831),
- Kałuszyn (14 lipca 1831)
- Kock (16 lipca 1831),
- Rybno (10 sierpnia 1831).

Pułk otrzymał 8 krzyży złotych i 3 srebrne.